# Amaury Kruel
Amaury Kruel GCA (Santa Maria, 11 de abril de 1901 – Rio de Janeiro, 23 de agosto de 1996) foi um militar e político brasileiro, tendo servido como oficial de Estado-Maior da Força Expedicionária Brasileira (FEB) em 1944–1945, chefe do Departamento Federal de Segurança Pública (DFSP) em 1957–1959 e ministro da Guerra em 1962–1963. À frente do II Exército de 1963 a 1966, foi um dos principais participantes do golpe de Estado no Brasil em 1964. Atingiu a patente de general-de-exército, sendo promovido a marechal ao passar para a reserva. Em seguida foi deputado federal pela Guanabara de 1967 a 1971.
Amigo de Humberto de Alencar Castelo Branco desde a adolescência no Colégio Militar de Porto Alegre, participou da Revolução de 1930 e combateu na FEB como chefe da 2ª Seção (Informações) do seu Estado-Maior. Rompeu sua ligação com Castelo Branco (também oficial do Estado-Maior) no final de 1944 por desentendimentos na Batalha de Monte Castello. No início dos anos 50, apoiou a direita na disputa política no Clube Militar e em 1954 contribuiu para a queda de João Goulart, ministro do Trabalho de Getúlio Vargas, mas no ano seguinte tornaram-se amigos pessoais. De 1957 a 1959 foi encarregado pelo presidente Juscelino Kubitschek das forças policiais da capital (o Rio de Janeiro) através do DFSP. Suas medidas contra a criminalidade levaram à primeira iteração do que seria chamado de “Esquadrão da Morte”. Teve algumas atribuições diplomáticas na carreira, quase sendo um embaixador em 1961, possuía terras e trabalhou no setor empresarial.
Em 1961 apoiou a posse de Goulart como presidente na Campanha da Legalidade. Até 1963, como chefe do Gabinete Militar e ministro da Guerra, foi o homem forte do presidente no Exército, montando um dispositivo militar para evitar um golpe e aplicar pressão política. Era uma figura à direita em seu governo e conflitos com a esquerda levaram à sua queda do cargo. No seu comando seguinte, o II Exército, responsável por São Paulo e Mato Grosso, já estava em contato com os conspiradores contrários ao presidente. Ainda assim, após a deflagração do golpe em 1964 ofereceu seu apoio a Goulart se rompesse com a esquerda. Com a recusa, deslocou tropas a Brasília, ao Paraná e ao Vale do Paraíba. Sua conferência com o general Âncora em Resende marcou o fim da resistência legalista no I Exército.
Após o golpe foi pré-candidato na eleição indireta vencida pelo presidente Castelo Branco, representando uma tendência ao centro, associada ao governo deposto. Teve responsabilidade pela repressão política sob sua autoridade na ditadura militar. Participou da conspiração do governador paulista Ademar de Barros com vários setores descontentes, até mesmo o Partido Comunista, para um “contragolpe” contra Castelo, mas ela foi infrutífera. Ademar foi cassado sem resistência em 1966 e Kruel passou à reserva quando o governo quis transferi-lo do comando. Em seus últimos anos na vida pública foi deputado federal oposicionista.

## Família e posses
Descendente de imigrantes alemães, Amaury era filho do fazendeiro José Carlos Kruel e de Ana Weber Kruel. Seu irmão Riograndino (1898–1989) e sobrinho Vinícius também foram generais. Riograndino Kruel participou do tenentismo, liderando a revolta no 10º Regimento de Cavalaria Independente em Bela Vista, atual Mato Grosso do Sul, à época da Revolta Paulista de 1924. Terminou a carreira chefiando o Departamento de Polícia Federal em 1964–1966. Vinícius Kruel era major em 1964, servindo no QG do II Exército, e general-de-brigada em 1981, quando dispôs-se a comandar a investigação do Atentado do Riocentro com a condição de que não aceitaria pressões. A investigação não ficou com ele e sua carreira terminou naquela patente.
Casou-se com Cândida Cezimbra Kruel, com quem teve um filho (Nei Kruel), e posteriormente com Maria Helena Kruel. Quando Jango (João Goulart) era presidente, conseguiu um emprego no Lloyd Brasileiro em Nova Orléans para o filho de Kruel. Conforme depoimentos de Ernesto Geisel e do general Rubens Restell ao jornalista Elio Gaspari, Jango também conseguiu financiamento público para uma fazenda de café no Espírito Santo. Kruel possuía a fazenda Piraquê em Linhares, às margens do rio Doce, onde plantava cacau. Em 2014, seus herdeiros indenizaram um trabalhador mantido em condições análogas à escravidão na fazenda de 1949 a 1963, quando a ação foi ajuizada. O processo arrastou-se por 50 anos. Kruel também teria duas fazendas na Bahia. Trabalhou no setor empresarial, fazendo parte da Eletrônica Kruel S.A.

## Carreira político-militar

### Décadas de 1910 a 1930

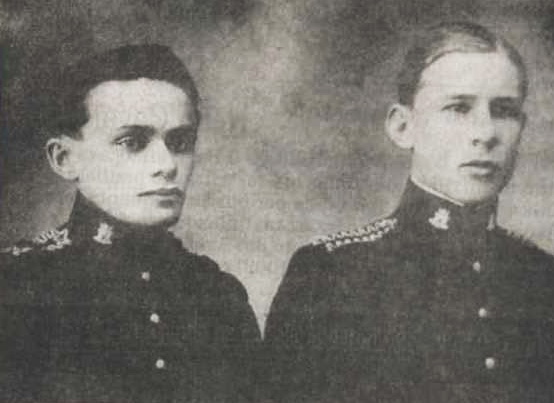
Castelo Branco (esq.) e Kruel (dir.) no Colégio Militar de Porto Alegre

Estudou no Colégio Militar de Porto Alegre a partir de quando tinha ao redor de 11–12 anos. Amaury e Riograndino estavam entre os melhores amigos de Humberto Castelo Branco no Colégio, onde também conheceram Arthur da Costa e Silva. Castelo e os irmãos Kruel integravam a diretoria da Sociedade Cívica Literária, agremiação de alunos que promovia saraus e uma tendência política moralizadora, contrária ao continuísmo e mandonismo associados ao governo de Borges de Medeiros. Nas folgas, Amaury e Castelo frequentavam a Assembleia Legislativa do Rio Grande do Sul, onde vaiavam os governistas e aplaudiam a oposição. Nas ruas, juntavam-se a protestos de operários e estudantes, num dos quais Kruel foi baleado na perna pela Brigada Militar, deixando uma cicatriz para o resto da vida.
Ambos prosseguiram à Escola Militar de Realengo, no Rio de Janeiro, em 1918, e Kruel permaneceu o melhor amigo de Castelo. Eles estavam na mesma turma de outros oficiais de grande relevância nacional nas décadas seguintes, como Olímpio Mourão Filho. O cadete Kruel ingressou na arma da Cavalaria, ficando em 18º lugar entre seus pares. Ele saiu como aspirante-a-oficial em 1921.
Em 1923, quando era primeiro-tenente no 7º Regimento de Cavalaria, em Santana do Livramento, participou com outros militares de manifestações de apoio à Revolução Federalista, condenando a quinta reeleição consecutiva de Borges de Medeiros. Durante a Revolução de 1930 ainda era tenente, servindo como ajudante-de-ordens do subchefe do Estado-Maior do Exército no Rio de Janeiro. Nessa posição, participou do golpe que alçou Getúlio Vargas ao poder. Posteriormente ingressou no Clube 3 de Outubro, organização de tenentistas defensores das reformas instituídas pela Revolução. Em 1931–1933 cursou a Escola de Estado-Maior. Em 1936–1937, já como major, comandou a Polícia Municipal do Rio de Janeiro.

### Segunda Guerra Mundial

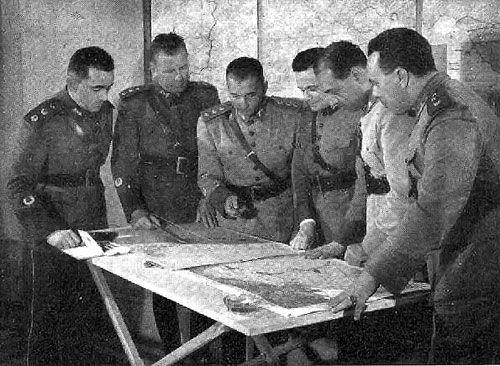
Estado-Maior da FEB. Kruel é o segundo da direita para a esquerda, entre Brayner (à sua dir.) e Castelo (à esq.)

O Brasil entrou na Segunda Guerra Mundial em 1942 e iniciou o preparo da Força Expedicionária Brasileira. Kruel foi um de onze oficiais brasileiros enviados em 1943 a um estágio de três meses em Fort Leavenworth, nos Estados Unidos. Enquanto estava no exterior, foi promovido a tenente-coronel. Os brasileiros aprenderam a substituir a doutrina francesa pela guerra de movimento americana, e Kruel também participou de debates com agentes americanos sobre a reforma da polícia.
O general Mascarenhas de Morais, comandante da 1ª Divisão de Infantaria Expedicionária (1ª DIE), designou os integrantes de seu Estado-Maior (EM) para participar da Campanha da Itália: Aguinaldo José Sena Campos à 1ª Seção (Pessoal), Kruel à 2ª (Informações), Castelo Branco à 3ª (Operações) e Thales Ribeiro da Costa à 4ª (Logística). O chefe do EM era o coronel Floriano de Lima Brayner. Desembarcando em 1944, Kruel participou da ofensiva contra a Linha Gótica. Os primeiros ataques na Batalha de Monte Castello, de novembro a dezembro, foram derrotas custosas. A operação, planejada por Castelo, havia sido anteriormente criticada por Brayner e Kruel. Baseado em depoimentos de prisioneiros alemães, a Seção de Informações havia advertido sobre as fortificações inimigas, mas Castelo conseguiu convencer Mascarenhas. O plano usou uma estimativa da reação inimiga feita pela Seção de Operações, não da de Informações; Kruel atacou Castelo por invadir suas atribuições, e Castelo respondeu que Kruel havia se omitido a fazer a estimativa.
A guerra pôs fim à sua amizade de trinta anos com Castelo. Kruel foi ainda ofendido quando a Seção de Operações passou por cima da alçada da sua para enviar um telegrama ao Brasil, mentindo sobre a tranquilidade na frente. Para sua frustração, Castelo tornou-se braço direito de Mascarenhas. Segundo Flávio Tavares, Kruel foi também ofendido quando Castelo associou-o ao inimigo por descender de imigrantes alemães. Lira Neto cita tal associação como feita reservadamente entre Castelo e Mascarenhas. Com o final da campanha em 1945, Kruel foi elogiado por Mascarenhas de Morais e condecorado por Mark W. Clark, comandante do V Exército americano.

### Décadas de 1940 a 1950

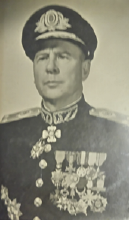
No comando da AD/1

Após a guerra, serviu como adido militar em Londres até sua promoção a coronel em 1947. A posição de adido era prestigiosa e oferecia uma vida mais cosmopolita e isolada da caserna e burocracia. Na diplomacia, Kruel foi também assessor militar do Brasil na Organização das Nações Unidas em 1960. Em 1958 foi agraciado com a Grã-Cruz da Ordem Militar de Avis de Portugal.
Responsável em janeiro de 1949 pela 2ª Seção da 1ª Subchefia do Estado-Maior do Exército, fez um curso especial de informações e foi encarregado de um inquérito sobre atividades comunistas no Exército. Nelson Werneck Sodré acusa Kruel como um dos oficiais que abusaram de suas posições na eleição da direção do Clube Militar em 1952, perseguindo os partidários da Chapa Amarela. Kruel apoiava a Chapa Azul, da direita militar (a “Cruzada Democrática”), contra os autodenominados “nacionalistas”. Em julho um dos promotores, Amador Cisneiros de Amaral, protestou que prisioneiros eram mantidos incomunicados por mais do que o período legal máximo de três dias. Kruel chamou Amaral de comunista e ordenou sua prisão, uma decisão revertida pelo juiz Adalberto Barreto. Alguns dos presos eram febianos, e seu prestígio poderia ter fortalecido o lado “nacionalista”. Muitos dos oficiais foram absolvidos em julho, mas suas carreiras foram arruinadas e os internacionalistas da “Cruzada Democrática” ganharam o domínio do Exército.
Em fevereiro de 1954, quando comandava o 1º Regimento de Cavalaria de Guardas (Dragões da Independência) no Rio de Janeiro, foi o primeiro de 82 signatários do “Manifesto dos Coronéis” e o responsável por entregá-lo ao ministro da Guerra. O documento criticava a administração de Getúlio Vargas, a falta de recursos para o Exército, a condição de vida com que as praças eram deixadas e o aumento de 100% no salário mínimo proposto pelo ministro do Trabalho João Goulart. O ministro caiu. Todavia, pouco depois Kruel e Goulart tornaram-se amigos em São Borja, no Rio Grande do Sul. Kruel havia se tornado o mais jovem general-de-brigada em março. Comandou a Artilharia Divisionária da 1ª Divisão de Infantaria no período de 28 de abril de 1954 a 25 de setembro de 1954. Em seguida, comandou a 1ª Divisão de Cavalaria e, após julho de 1955 foi chefe do Estado-Maior da Zona Militar Sul. Nesse período que conheceu Goulart. Em outubro o responsável por falsificar a “carta Brandi”, com a qual o jornalista Carlos Lacerda acusava Goulart de contrabandear armas, confessou sua responsabilidade a Kruel no Rio Grande do Sul. O general foi padrinho de João Vicente, filho de Goulart nascido em 1956.

### Segurança Pública (1957–1959)
Em 1957 foi nomeado pelo presidente Juscelino Kubitschek (JK) como Chefe de Polícia do Departamento Federal de Segurança Pública. Na prática, o cargo era responsável apenas pelas forças policiais no Distrito Federal, com alguma cooperação com as polícias estaduais na repressão política. Kruel tentou centralizar seu poder com uma Conferência Nacional de Polícia em 1958, mas os estados poderosos não aceitavam a interferência federal nas suas polícias. Para ganhar um trunfo sobre os estados, solicitou equipamentos e assistência técnica dos Estados Unidos através da USAID. Contatos de militares brasileiros com americanos na área policial existiam desde a Segunda Guerra, e havia convergência de ambições (manutenção da ordem, combate ao comunismo e modernização) de parte da elite brasileira com os fornecedores da assistência americana. Para assegurar o apoio americano, Kruel insistiu-se anticomunista. A assistência começou a ser implantada após sua gestão.
Kruel assumiu prometendo moralizar a instituição e reprimir os crescentes atentados violentos contra o patrimônio na cidade, com a ordem de atirar nos assaltantes que resistissem. O plano era recriar cinco Subseções de Vigilância nas áreas pouco cobertas pela Delegacia de Vigilância e construir um novo presídio para sanar o déficit de cárceres. A 4ª tornou-se conhecida na década seguinte como a Invernada de Olaria. Alguns jornais atribuem a Kruel a criação da Invernada, mas ela tinha raízes locais anteriores. Ele também criou a “Turma Volante de Repressão aos Assaltos à Mão-Armada” (TVRAMA), sete policiais da Seção de Diligências Especiais (SDE), liderados pelo detetive Eurípedes Malta, diretamente sob o general. O SDE é nome muito mais conhecido do que a TVRAMA.
O grupo criado por Kruel tinha carta branca para reprimir o crime, sendo acusado de tortura e execuções sumárias de criminosos. A morte de Edgar Farias Oliveira, motorista da TV Tupi, em 1958 levou à decadência e desarticulação do SDE/TVRAMA. Kruel é apontado por diversos autores, com algumas inconsistências, como o autor do fenômeno do “Esquadrão da Morte”, tendo como uma de suas manifestações o TVRAMA. O nome já foi usado para diversos grupos diferentes, incluindo a Invernada de Olaria. O termo já existia na imprensa à época de Kruel. Em 1968, quando execuções conduzidas pelo “Esquadrão da Morte” foram discutidas na imprensa, a revista Veja apontou Kruel como seu criador. Ele não negou, ressaltou que o resultado foi que “muitos marginais perigosos se entregaram à prisão” e acrescentou que sob sua sugestão uma organização equivalente foi fundada em São Paulo.
O caso do “Esquadrão da Morte” não foi responsável pela demissão de Kruel. Havia um clima de insatisfação: a violência aumentava apesar das medidas, o deputado da União Democrática Nacional (UDN) Geraldo de Menezes Côrtes, antigo desafeto e Chefe de Polícia em 1955, atacava sua administração e o jornalista Mário Morel denunciava corrupção de Kruel e da cúpula do DFSP: um mesmo esquema de extorsão de comerciantes denunciado na gestão anterior de Batista Teixeira. Nei Kruel, integrante do gabinete do pai, era um dos beneficiários.
Uma Comissão Parlamentar de Inquérito foi criada para investigar o DFSP. Em 26 de junho Menezes Côrtes foi ao gabinete de Kruel, onde trocaram agressão recíproca. A imprensa relatou que Kruel deu um soco no deputado, levando a seu pedido de demissão em carta a JK. O inquérito sobre esse incidente foi arquivado, e a testemunha que incriminava Kruel, processada por falso testemunho; ela era ligada a Cecil Borer, delegado influente à disposição do gabinete da chefia de polícia. Nenhum dos discursos de Menezes Côrtes atacava Borer.

### Governo João Goulart

#### Aliado militar e ministro da Guerra

Posse presidencial de Jango em 1961

Em 1961 foi nomeado embaixador na Bolívia pelo presidente Jânio Quadros, mas antes de assumir Jânio renunciou em 25 de agosto e os ministros militares impediram a posse do vice-presidente Goulart. Kruel recusou o posto e apoiou a Campanha da Legalidade, iniciada por Leonel Brizola no Rio Grande do Sul, para garantir a posse. Nesse momento não tinha comando de tropas. Conforme o jornalista Jorge Otero, Kruel foi clandestinamente a Porto Alegre para assumir o comando do III Exército se seu comandante, o general José Machado Lopes, não aceitasse a posse de Goulart. Machado Lopes mudou para o lado de Brizola em 28 de agosto. Kruel participou no Rio de Janeiro de uma reunião de generais, exigindo do ministro da Guerra Odílio Denys que aceitasse qualquer que fosse a solução do Congresso Nacional para a crise. Para Emílio Neme, subchefe da Casa Militar de Brizola, Kruel só desembarcou clandestinamente em setembro, ainda assim à disposição de Brizola.
Goulart nomeou-o chefe do Gabinete Militar da Presidência da República em dois períodos, entre 9 e 19 de setembro de 1961 e entre 12 de junho e 18 de setembro de 1962, e ministro da Guerra de 14 de setembro de 1962 a 15 de junho de 1963. Ao mesmo tempo que não criava desconfianças para a direita militar, Kruel era amigo do presidente, tornando-o um dos oficiais mais influentes, possivelmente mais do que o ministro da Guerra. Ele sustentou no Exército o mandato de Goulart, arquitetando o esquema de defesa, isolando os conspiradores que subvertiam o governo e garantindo a obediência de diversas correntes militares.
Segundo o deputado Wilson Fadul, uma semana após a posse em setembro ele acompanhou Goulart e Kruel a uma pescaria na ilha do Bananal. Kruel simplesmente sugeriu o fechamento do Congresso, a restituição dos poderes presidenciais perdidos ao parlamentarismo negociado pelos congressistas e a passagem das reformas de base por decreto. Goulart não aceitou. Kruel acompanhou o presidente na sua viagem aos Estados Unidos em abril de 1962, impressionando-se com a Base do Comando Aéreo Estratégico [en] no Nebraska.
A política militar tinha também uso ofensivo. Em junho–julho de 1962 Kruel arquitetou pressão militar sobre o Congresso no intervalo entre o fim do gabinete parlamentarista de Tancredo Neves e o início do de Brochado da Rocha. O novo gabinete era mais conveniente ao objetivo de Goulart, a antecipação do plebiscito para restaurar seus poderes presidenciais, e Kruel foi um dos dois únicos nomes militares preservados pelo novo ministério. Segundo Moniz Bandeira, Kruel havia oferecido o fechamento do Congresso durante o mandato de Tancredo; impaciente com o parlamentarismo, seria defensor de um autogolpe, mas Goulart não aceitava. Com a queda do ministro da Guerra Nélson de Melo em outubro, Kruel tomou seu lugar. O presidencialismo foi restaurado em janeiro de 1963.

#### Crise no Ministério

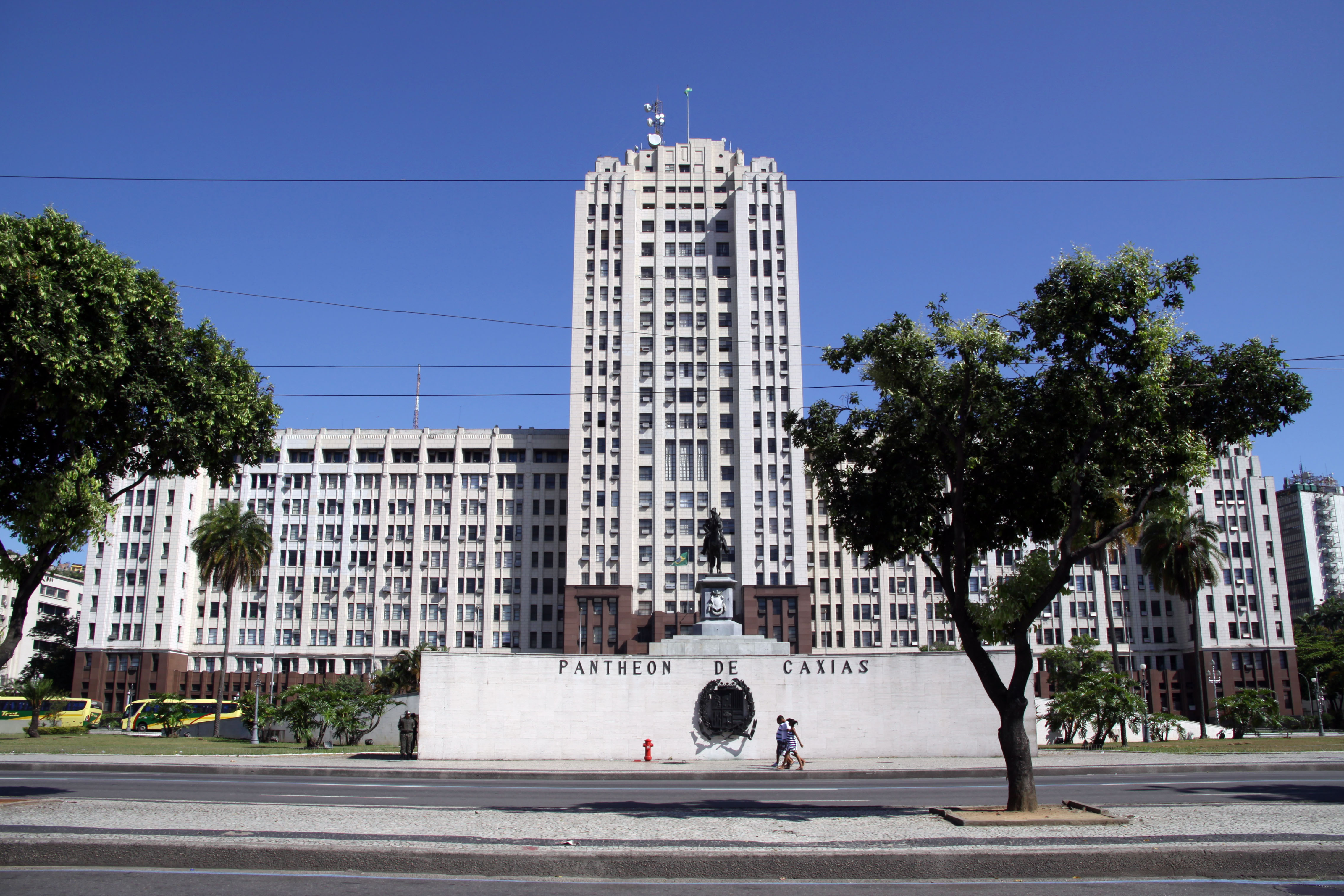
Palácio Duque de Caxias, sede do Ministério da Guerra

À frente do Ministério, Kruel suportava críticas e convites a conspirar e também tentava empurrar o governo à direita. Ele era um braço à direita da base de apoio do presidente, correspondido à esquerda por Brizola, o general Osvino Ferreira Alves e o movimento dos sargentos. Em 1963, com o presidencialismo conquistado e a oposição militar isolada, a base de apoio entrou em conflito.
Em abril um comício da Frente de Mobilização Popular estava previsto na Guanabara, governada pelo oposicionista Carlos Lacerda; o presidente discursava em Marília declarando-se mais anticomunista que Lacerda; e Kruel anunciava que o Exército estava pronto para “carbonizar os focos de agitação”. Jacob Gorender e Moniz Bandeira, este último baseado em acusações feitas em O Semanário, descrevem esses eventos como parte de uma manobra para que Lacerda reagisse com violência aos manifestantes, justificando a intervenção federal na Guanabara e a neutralização de seu governador. Paralelamente, isso permitiria a Kruel atacar o general Osvino (comandante do I Exército, sediado na Guanabara), o Comando Geral dos Trabalhadores (CGT) e Miguel Arraes, governador esquerdista de Pernambuco. Porém, para Bandeira o presidente estaria receoso de atacar também a esquerda. O general Osvino denunciou o comício, desmontando a operação planejada.
Osvino fez declarações públicas de apoio político ao presidente, desagradando Kruel. Surgiu mal-estar e o nome de Jair Dantas Ribeiro foi discutido como o próximo ministro. Goulart chamou Kruel e Osvino a uma reunião em Brasília para apaziguar os ânimos, mas o conflito continuava a crescer. Brizola passou a atacar Kruel, e em maio entrou em conflito com o general Antônio Carlos Muricy, comandante no Rio Grande do Norte. Muricy recebeu a solidariedade de muitos oficiais, e Brizola exigiu sua demissão ao presidente, mas Kruel não a aceitou.
O mandato de sargentos que concorreram nas eleições de 1962 era controvérsia legal, e Kruel pressionava o Supremo Tribunal Federal para confirmar a inelegibilidade. Os sargentos atacavam sua gestão, e o sargento-deputado Antônio Garcia Filho chamou-o na Rádio Mayrink Veiga de “maior protetor do lenocínio aqui, contrabandista e corrupto”. Em maio houve uma cerimônia de sargentos e subtenentes em homenagem ao general Osvino. Na presença de representantes sindicais, camponeses, estudantis e políticos, o subtenente Jelcy Rodrigues Corrêa discursou: “pegaremos em nossos instrumentos de trabalho e faremos as reformas juntamente com o povo, e lembrem-se os senhores reacionários que o instrumento de trabalho do militar é o fuzil”. Como ministro da Guerra, Kruel considerou tal politização das praças como um atentado à disciplina, denominando-a “sargentismo”. Ele ordenou a prisão dos envolvidos e recebeu o apoio de 51 oficiais, tanto antijanguistas quanto legalistas de 1961.
Goulart não suportava as pressões, e a queda de Kruel foi cada vez mais provável. Em junho de 1963 os três ministros militares foram substituídos. A saída de Kruel foi possivelmente “o momento em que Goulart começou a perder o controle da situação militar”. Seu sucessor, Jair Dantas Ribeiro, representou uma política militar mais à esquerda e não teve tanto controle sobre o Exército.

#### II Exército e relação com os conspiradores

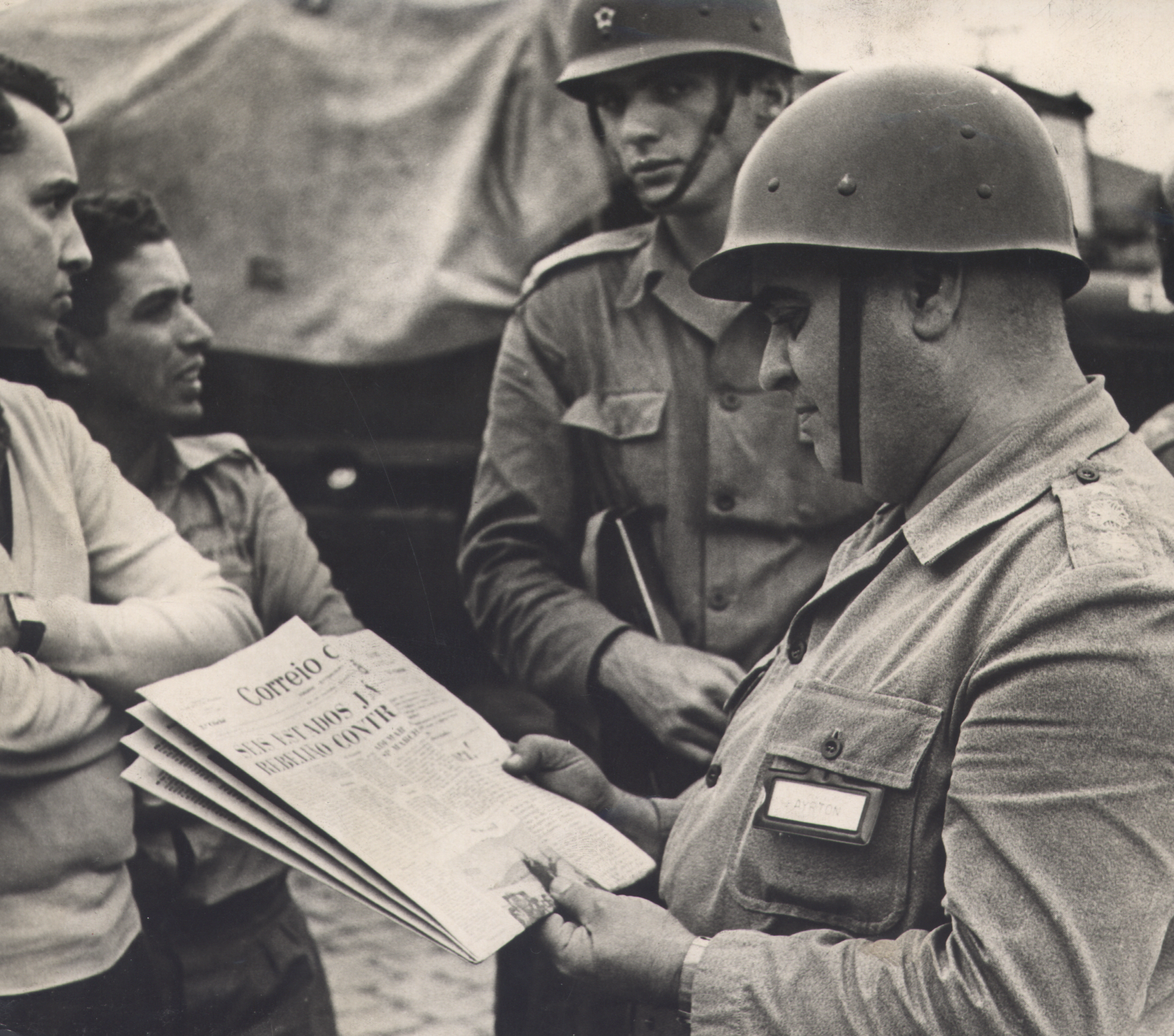
Soldados do II Exército

O conflito na base de apoio do governo foi visto com bons olhos pela oposição militar, que tentou tirar vantagem. Quando Kruel viajou ao Rio de Janeiro, onde havia sido transferido ao setor de Material Bélico, foi recebido por uma multidão de generais, incluindo Mascarenhas de Morais e Cordeiro de Farias. Eles sugeriram que ele se recusasse a entregar o Ministério, mas ele não aceitou conspirar contra o presidente. Foi promovido a general-de-exército em novembro. Desde sua demissão passou meses sem conversar com Goulart, contrariado, até ser surpreso em dezembro com o chamado do presidente ao comando do II Exército, em São Paulo. A sugestão do nome veio de seu amigo Assis Brasil, chefe do Gabinete Militar.
O momento de sua adesão ao movimento contra o presidente é controverso, com muitos autores considerando-a como de última hora. Ele provavelmente apoiou de fato Goulart até pelo menos abril de 1963, entrando na oposição nos seus últimos meses no Ministério e conspirando depois de sua demissão. É possível que já tivesse contato com conspiradores enquanto estava no cargo, mas não há prova de que tenha conspirado contra o governo dessa posição. Um relatório da CIA aponta que teria participado de uma reunião conspiratória no Rio de Janeiro em março de 1963, mas ele é provavelmente de fonte pouco confiável e não condiz com o que se sabe sobre os outros participantes citados. Riograndino afirma ter sugerido ao irmão, quando ainda era ministro, que desse um golpe, mas Amaury respondeu que preferia alterar o curso do governo por dentro. Nos depoimentos na História Oral do Exército, há unanimidade de que Kruel não acreditava nas posições políticas de Goulart. Assim, enfrentava um dilema ético devido à lealdade pessoal, tornando-o indeciso, mas sua imagem é positiva.
Ao assumir o II Exército, Kruel já estava em avançado contato com conspiradores. Em São Paulo já havia conspirações civis e militares bem desenvolvidas, e Kruel desenvolveu uma aliança com o governador e conspirador Ademar de Barros. Segundo o conspirador civil Abreu Sodré, havia um plano para prender ambos se obstruíssem o movimento. O embaixador americano Lincoln Gordon, através do adido militar Vernon Walters, reaproximou Kruel e Castelo Branco, agora um dos principais conspiradores, após décadas de rompimento. Riograndino foi o principal intermediário entre seu irmão e Castelo.
O II Exército seria o “fiel da balança” na derrubada do presidente, qualquer que fosse sua posição; para Castelo, a adesão ou não de São Paulo era a diferença entre o risco calculado e a aventura. Em março de 1964 a cúpula militar do governo já suspeitava de uma traição de Kruel. Semanas antes do golpe, exercícios militares simularam uma ação do I Exército contra São Paulo. Os jornais publicavam rumores de sua transferência do II Exército. Em 28 de março, reunido com 42 oficiais, declarou que não entregaria o comando. Alguns queriam que ele iniciasse a revolta ali mesmo, mas ele respondeu que “A hora tem que ser exata”. Os demais conspiradores não tinham certeza de sua adesão. Nesse mesmo dia Olímpio Mourão Filho, conspirador e comandante da 4ª Região Militar/Divisão de Infantaria, em Minas Gerais, foi ao Rio de Janeiro, onde conseguiu de Riograndino a garantia de que não teria São Paulo contra ele. No dia 29 Kruel deu seu “OK” a Castelo Branco. Em 30 de março, o general Ulhoa Cintra relatou que Kruel sentia-se desobrigado de obedecer ao presidente.

### Golpe de Estado de 1964

#### Decisão
Às 07:00 da manhã de 31 de março Kruel recebeu um telefonema do general Lindolfo Ferraz, de férias em São Lourenço, Minas Gerais. A Polícia Militar de Minas Gerais saía da cidade. Na mesma hora, outro telefonema de Riograndino, informado por Castelo Branco, confirmava o início do golpe. De manhã um emissário foi enviado ao 5º e 6º Regimentos de Infantaria (RIs), no vale do Paraíba, para transmitir a informação e instruí-los a só obedecer ordens do comando do II Exército. O II Exército foi posto de prontidão às 14:30, mas sua posição era uma incógnita. Alguns subordinados já preparavam seus regimentos. Kruel não acreditava no sucesso da revolta iniciada em Minas Gerais. Houve contato telefônico com o Rio de Janeiro, incluindo com Goulart, que tentou várias vezes o contato, só conseguindo às 17:00. Eles tiveram três conversas no restante do dia. O presidente convidou Kruel ao Rio de Janeiro, mas ele recusou.
Três de seus generais integravam o dispositivo militar governista: Armando Bandeira de Morais, da 2ª Região Militar, Aloísio de Miranda Mendes, da 2ª Divisão de Infantaria, e Euryale de Jesus Zerbini, da Infantaria Divisionária da 2ª DI. Morais e Mendes consideravam o movimento de Minas Gerais isolado e precipitado. Às 16:00 ou 17:00 Kruel convocou uma reunião à noite com seus generais — esses três e mais Lindolfo Ferraz Filho, da Artilharia Divisionária da 2ª DI, e Carlos Buick Júnior, da Guarnição Militar de Santos. Às 17:00 transferiu seu QG à sede da 2ª DI, para facilitar o convencimento dos generais Morais e Mendes, retornando ao QG do II Exército à noitinha.
Ao redor das 18:00, segundo depoimento do então major farmacêutico Erimá Pinheiro Moreira, esteve no Hospital Geral Militar de São Paulo. No laboratório de Moreira, teve uma reunião sigilosa com Raphael de Souza Noschese, presidente da Federação das Indústrias do Estado de São Paulo (Fiesp), recebendo seis maletas de dinheiro com um total de U$ 1,2 milhão. Por testemunhar o suborno, Moreira foi posteriormente cassado.

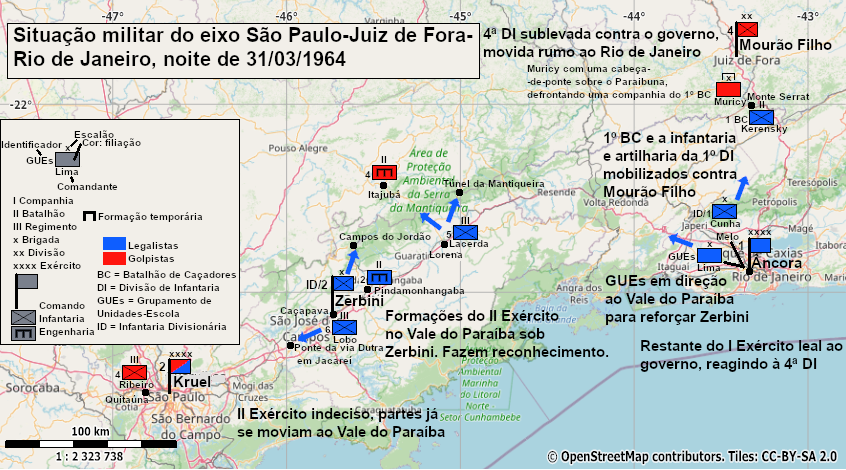
Situação militar do eixo Rio-São Paulo na noite de 31 de março, com Zerbini no vale do Paraíba

A reunião dos generais começou às 20:00, com a ausência de Lindolfo e Zerbini. O primeiro só voltaria das férias três dias depois, aborrecendo Kruel, enquanto o outro evitou a reunião e seguiu à sua sede em Caçapava para impedir a participação dos regimentos do Vale do Paraíba no golpe. Às 21:00 Costa e Silva entrou em contato com Kruel, que se disse disposto a aderir, mas enfrentando a relutância dos generais Morais e Mendes. Costa e Silva teria então convencido ambos. Kruel só quis participar do golpe após ter verificado a obediência das tropas e os governadores de São Paulo e Minas Gerais terem emitido seus manifestos. Se não aderisse, alguns de seus subordinados planejavam prendê-lo e entregar o comando ao coronel Carlos Alberto Cabral Ribeiro, do 4º Regimento de Infantaria.
Entretanto, ao contrário dos outros participantes do golpe, Kruel ainda quis deixar uma alternativa ao presidente. Sua prioridade não era derrubá-lo, mas impor uma guinada à direita. No seu segundo telefonema, às 22:00, e no último, ao redor da meia-noite, na presença dos generais, ofereceu seu apoio se fechasse o CGT e outras organizações populares, interviesse nos sindicatos e afastasse os auxiliares mais associados ao radicalismo, como Abelardo Jurema, ministro do Trabalho, e Darcy Ribeiro, do Gabinete Civil. Porém, Goulart avaliou que se tornaria um presidente decorativo. Ao segundo telefonema, respondeu: “sou um homem político”, que não poderia romper com seus aliados nos partidos e sindicatos. Seus princípios entravam em conflito. No último telefonema, com a conversa parecendo um ultimato, o tom de Goulart ficou cerimonioso, declarando, conforme as fontes:
Nunca tive o apoio nem das forças políticas, nem das Forças Armadas durante o meu governo. Só tive dificuldades. Se agora, nesta hora cruciante, eu me livro dos que me cercam, equivale a um suicídio.

General, eu não abandono os meus amigos. Se essas são as suas condições, eu não as examino. Prefiro ficar com as minhas origens. O senhor que fique com as suas convicções. Ponha as tropas na rua e traia abertamente.

E o presidente desligou o telefone.

#### Operações militares

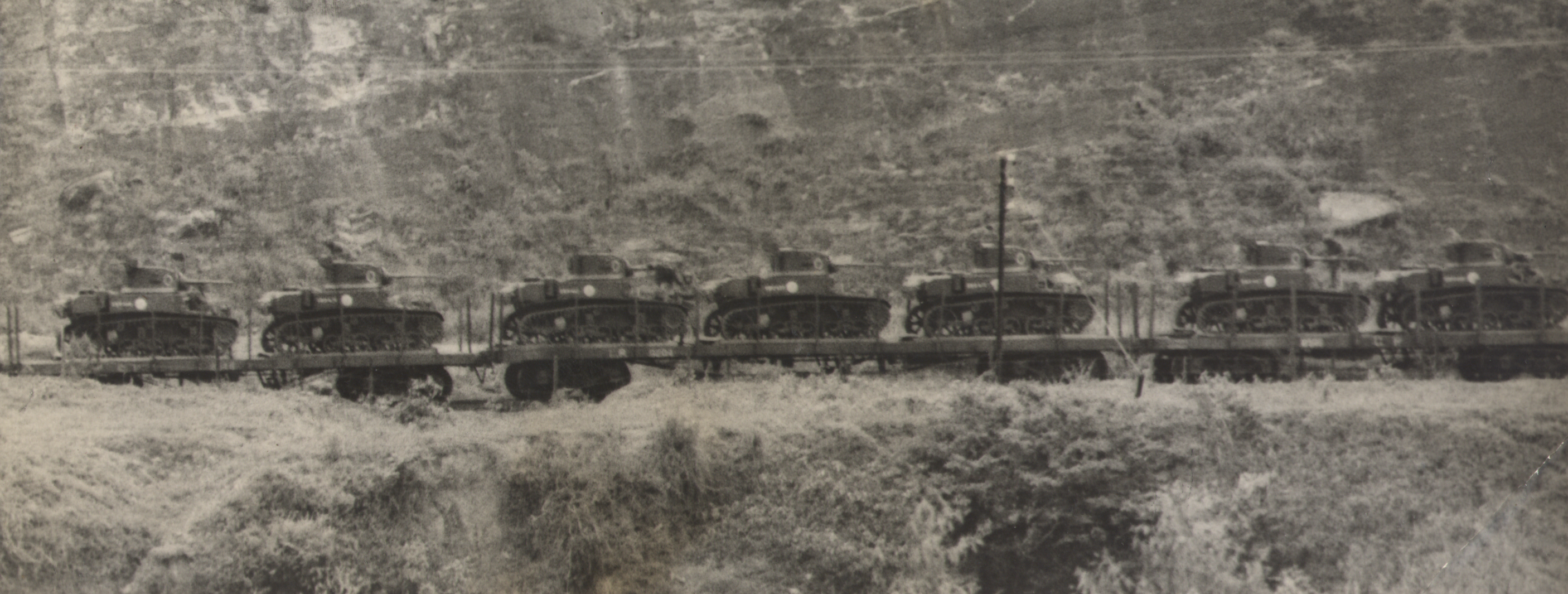
Tanques do II Exército

Conforme o que tinha ouvido de Goulart, Kruel já punha as tropas na rua. Pouco antes da meia-noite abriu a porta de seu gabinete, e a uma antessala de coronéis e majores, disse: “Aqui está a minha ordem. Já determinei o deslocamento do II Exército para o Rio de Janeiro”. Emitiu uma proclamação falando em “salvar a pátria em perigo, livrando-a do jugo vermelho”, sem porém, mencionar o Presidente, ainda tentando emparedá-lo sem depô-lo. A notícia se espalhou pelo país e alcançou o Congresso. Mourão Filho, que conduzia a Operação Popeye a partir de Minas Gerais, sentiu alívio, pois não estava mais isolado. Depoimentos de militares consideram Kruel indispensável para o êxito do golpe. Por seu respeito em grande parte da oficialidade, muitos aguardaram seu posicionamento antes de aderirem, como os comandantes do Forte de Copacabana, do Comando Militar da Amazônia e da 3ª Divisão de Cavalaria.
Em 1º de abril o II Exército ordenou o controle interno em São Paulo, o movimento do 16º Batalhão de Caçadores de Cuiabá a Brasília, passando por Jataí, e o avanço das forças de São Paulo na direção da Guanabara através do vale do Paraíba. Na madrugada os regimentos do vale, até então retidos pelo general Zerbini, passaram a aceitar a autoridade de Kruel. Na Guanabara, o I Exército do general Âncora enviou o Grupamento de Unidades-Escola para fazer frente à ofensiva paulista.
A meio caminho na via Dutra estava a Academia Militar de Agulhas Negras, (AMAN) em Resende. Depois das 02:00 da madrugada Kruel telefonou a seu comandante, o general Emílio Garrastazu Médici, e conseguiu a livre passagem do II Exército. Uma batalha dos legalistas contra o II Exército e a AMAN parecia inevitável. Kruel sugeriu a Médici que fizesse uma defesa com as forças regulares disponíveis na área, mas em vez disso ele posicionou o Corpo de Cadetes na estrada, bloqueando o avanço do GUEs. Eles fizeram contato na direção de Barra Mansa à tarde. O escalão mais avançado do II Exército ficou mais atrás, em Resende.
A mudança de lado de Kruel foi um dos motivos da saída de Goulart do Rio de Janeiro às 12:45. O dispositivo militar no I Exército começou a ruir. À tarde Âncora, que respondia interinamente pelo ministério da Guerra acordou com Kruel uma conferência na AMAN para negociar. Quando Kruel chegou, às 18:00, Âncora reconheceu a derrota militar do I Exército. Suas tropas foram retiradas sem combate. O tom não foi muito amistoso. Kruel afirmou: “O senhor veio apenas me dizer boa noite! Já não é mais ministro e não pense em resistir!” Um ponto importante da reunião foi o reconhecimento da posse de Costa e Silva no Ministério da Guerra, bloqueando a ocupação do cargo por Castelo Branco.
Em 2 de abril restava o III Exército, para onde seguiu Goulart, onde ainda havia legalistas no Rio Grande do Sul. A 5ª Região Militar/Divisão de Infantaria, no Paraná e Santa Catarina, já participava do golpe e foi transferida do III ao II Exército. O Grupamento Tático 4 foi enviado de São Paulo a Curitiba. Kruel emitiu uma proclamação aos militares do Rio Grande do Sul. Segundo Cordeiro de Farias, ele tinha um acerto de contas pessoal a fazer com Brizola, usando as forças enviadas pelo Paraná. Elas ficaram em Curitiba e depois retornaram, pois Goulart deixou o Rio Grande do Sul e não houve mais resistência legalista.

### Carreira na ditadura

#### Pós-golpe
Com a queda de Goulart, Kruel viajou ao Rio de Janeiro em 3 de abril. Sua posição no momento era que os militares não deveriam ocupar o poder. Porém, quando a sucessão de um militar à Presidência tornou-se clara, foi discutido como candidato, embora o favorito fosse Castelo Branco. Ademar de Barros endossou seu nome, como era de praxe dos governadores proporem os generais de seus estados, antes de apoiar Castelo. Era considerado um general centrista. Costa e Silva era favorável à candidatura anticastelista. Setores do Partido Trabalhista Brasileiro (PTB), sigla de Goulart, defendiam sua candidatura como uma forma, ainda que ineficaz, de reunir o que sobrava da esquerda militar, e alguns poucos políticos viam-no como forma de preservar o poder da aliança do PTB com o Partido Social Democrático (PSD). Por outro lado, justamente por sua associação a Goulart sua candidatura era malvista entre muitos oficiais, que também não o aceitavam por ter um posto de comando de tropas. Os apoiadores de Kruel ofereceram a união de forças a Eurico Gaspar Dutra, outro candidato alternativo a Castelo, mas ele recusou. Kruel abandonou sua candidatura em nome da unidade militar.
Foi um dos adeptos da “operação limpeza”, articulando junto com o Departamento de Ordem Política e Social a prisão imediata de líderes esquerdistas, especialmente do CGT, a partir de 1º de abril. Ordenou o expurgo de militares considerados esquerdistas e identificados pelo Estado-Maior do II Exército. A Comissão Nacional da Verdade apontou-o como um dos responsáveis pela “gestão de estruturas e condução de procedimentos destinados à prática de graves violações de direitos humanos”.

#### “Contragolpe” e carreira política

Ademar de Barros

Politicamente era um dos “oficiais independentes” sem facção clara. Em 1966 apoiava o ministro da Guerra Costa e Silva na sua disputa com Castelo Branco. Desde 1964 teve algum envolvimento em conspirações contra Castelo Branco, aliado a Ademar de Barros, cuja deposição pelo governo federal era possível.  Segundo um relatório que chegou à Secretaria de Segurança da Guanabara em 1965, um coronel visitou João Goulart no exílio no Uruguai dizendo-se representante de Kruel. Ele teria dito que “Temos condições de derrubar o governo Caestelo (sic), bastando para isso que o ex-presidente não pense mais em três coisas: CGT, comunismo e Brizola”. Ademar intensificou suas articulações na primeira metade de 1966, unindo descontentes, de grupos de esquerda como o Partido Comunista a antigos apoiadores do golpe, num projeto de “contragolpe”.
Além de sua aliança com Ademar, trabalhava contra Castelo devido à frustração de seu plano de concorrer ao governo paulista. As Leis da Inelegibilidade (aplicada a todos os ministros de Goulart a partir de 1963) e do Domicílio Eleitoral (exigindo um domicílio eleitoral de a partir de quatro anos no estado concorrido) impediram sua candidatura. O general Joaquim Justino Alves Bastos, do III Exército, teve a mesma frustração e participou do plano. Um emissário preso na fronteira uruguaia em 1966 foi encontrado com documentos ligando ambos aos asilados uruguaios. A revolta planejada dependeria da força de ambos para um possível conflito armado. Havia um plano para restituir o general Zerbini ao comando. Os objetivos do “contragolpe” seriam as eleições diretas, restituição dos partidos políticos extintos e abolição dos Atos Institucionais.
Sob crescente pressão do governo federal, Ademar de Barros acabou cedendo sem resistência, sendo cassado por corrupção em 1966. Castelo Branco convocou Kruel e informou sua intenção de depor Ademar. Kruel, de cuja lealdade o governo já duvidava, não fez objeção e entregou pessoalmente o exemplar do Diário Oficial da União com o ato de cassação, mantendo o II Exército de prontidão. O general também caiu na mira, sendo informado de sua transferência irrevogável ao Estado-Maior do Exército, no Rio de Janeiro. Era a mesma manobra anteriormente usada por Jango contra Castelo. Kruel desviou da medida pedindo passagem para a reserva. Com isso, era automaticamente promovido a marechal. Em 11 de agosto ele lançou um manifesto contra a ditadura, chamando as recentes cassações de “instrumento para eleger candidatos do agrado pessoal do chefe do Poder Executivo”. Riograndino tentou interceder por seu irmão junto ao presidente, e ao falhar, demitiu-se da chefia do Departamento de Polícia Federal.
Nesse momento Kruel criticava a repressão política, as eleições indiretas e os rumos do regime. Para a brasilianista Maud Chirio, Kruel agia por “ambições frustradas, um sentimento de ilegitimidade do poder e reais preocupações liberais”. O manifesto teve tanta repercussão que o Diário de S. Paulo anunciou a prisão de Kruel, o que não ocorreu. Ele concorreu nas eleições de 1966 pelo oposicionista Movimento Democrático Brasileiro, ganhando uma vaga de suplente como deputado federal pela Guanabara. Nessa posição, exercida de 1966 a 1971, foi membro efetivo da Comissão de Segurança e defendeu a criação de uma estatal para a tecnologia nuclear. Ao final do mandato, retirou-se da vida pública, dedicando-se à sua fazenda em Linhares e trabalho empresarial.

### Citações
1. 1 2  Tavares 2014, VII/10.
2. 1 2 3 4 5 6 7 8 9 10 11 12 13 14 15 16 17 18  CPDOC FGV 2001, KRUEL, Amauri.
3. ↑  CPDOC FGV 2001, KRUEL, Riograndino.
4. ↑  IstoÉ, 21 de abril de 1999.
5. ↑  Oliveira 2016, p. 101.
6. 1 2 3 4 5 6  Gaspari 2014.
7. ↑  Pereira & Marvilla 2005, p. 96.
8. ↑  ConJur, 19 de agosto de 2014.
9. 1 2  Último Segundo, 18 de fevereiro de 2014.
10. ↑  Svartman 2006, p. 230-231.
11. 1 2  Neto 2004, “Pólvora nas veias”.
12. ↑  Svartman 2006, p. 99-100.
13. ↑  Neto 2004, “Cabeça-de-papel”.
14. 1 2  Nascimento 2017, p. 23.
15. ↑  Neto 2004, “A cobra vai fumar”.
16. 1 2  Neto 2004, “O Anjo da Morte”.
17. ↑  Svartman 2006, p. 159-160 e 163.
18. ↑  «Cidadãos Estrangeiros Agraciados com Ordens Portuguesas». Resultado da busca de "Amaury Kruel". Presidência da República Portuguesa. Consultado em 2 de abril de 2016
19. ↑  Svartman 2006, p. 195-201.
20. ↑  Smallman 1998, p. 256.
21. ↑  «Galeria de Antigos Comandantes da AD/1». Site da AD/1. Consultado em 17 de junho de 2024
22. ↑  Ferreira 2011, p. 159.
23. ↑  Villa 2014, “O ungido”.
24. ↑  Neto 2014, p. 77.
25. ↑  Motta 2010, p. 241.
26. ↑  Motta 2010, p. 241-244.
27. ↑  Neto 2014, p. 77 e 150.
28. ↑  Oliveira 2016, p. 131-134.
29. ↑  Neto 2014, p. 25 e 61.
30. ↑  Rocha 2021, p. 70-71.
31. ↑  Oliveira 2016, p. 25-42.
32. ↑  Neto 2014, p. 25.
33. ↑  Rocha 2021, p. 71.
34. ↑  Oliveira 2016, p. 107.
35. ↑  Nascimento 2019.
36. 1 2  Oliveira 2016, p. 100-103.
37. ↑  Ferreira 2011, p. 230.
38. ↑  Ferreira 2011, p. 239.
39. ↑  Ferreira 2011, p. 249-250.
40. ↑  Markun & Urchoeguia 2017, cap. 15.
41. ↑  «Comandantes do Exército Brasileiro». Consultado em 10 de abril de 2021
42. ↑  Faria 2013, p. 188-189, 188-189, 200-201, 222-223 e 244.
43. ↑  Ferreira 2011, p. 268-269.
44. ↑  Parker 1977, p. 40.
45. ↑  Faria 2013, p. 207-208.
46. ↑  Bandeira 1978, p. 59-62.
47. ↑  Faria 2013, p. 222.
48. ↑  Skidmore 1982, p. 272-273.
49. ↑  Faria 2013, p. 239-40.
50. ↑  Bandeira 1978, p. 95-96.
51. ↑  Faria 2013, p. 229-233.
52. ↑  Faria 2013, p. 234-239.
53. ↑  Faria 2013, p. 240-242.
54. ↑  Chirio 2012, p. 37.
55. ↑  Parucker 2006, p. 50-52.
56. ↑  Faria 2013, p. 242.
57. ↑  Skidmore 1982, p. 306.
58. ↑  Faria 2013, p. 244.
59. ↑  Faria 2013, p. 182-183.
60. ↑  Faria 2013, p. 243-244.
61. 1 2  Faria 2013, p. 261.
62. ↑  Faria 2013, p. 196 e 244.
63. ↑  Atassio 2007, p. 101-103.
64. ↑  Pinto 2015, p. 93-94.
65. ↑  Faria 2013, p. 337.
66. ↑  Ruiz 2018, p. 97.
67. ↑  Folha de S. Paulo, 4 de abril de 2011.
68. ↑  Dines et al. 1964, p. 149.
69. ↑  Ruiz 2018, p. 50.
70. ↑  Dines et al. 1964, p. 93.
71. ↑  Faria 2013, p. 314-315.
72. ↑  Dines et al. 1964, p. 138.
73. ↑  Skidmore 1982, p. 362.
74. ↑  Pinto 2015, p. 115.
75. ↑  Dines et al. 1964, p. 99.
76. ↑  Silva 2014, p. 344-345.
77. ↑  Chagas 1985, p. 27-28 e 32.
78. ↑  Faria 2013, p. 378.
79. ↑  Dines et al. 1964, p. 143-144.
80. 1 2  Silva 2014, p. 345.
81. ↑  Faria 2013, p. 338.
82. 1 2  Dines et al. 1964, p. 142.
83. 1 2  Silva 2014, p. 348.
84. ↑  AgênciaBrasil, 25 de fevereiro de 2014.
85. ↑  Motta 2003, p. 51, Tomo 11.
86. ↑  Silva 2014, p. 351-353.
87. ↑  Faria 2013, p. 375.
88. ↑  Silva 2014, p. 343.
89. ↑  CPDOC FGV 2001, RIBEIRO, Carlos Alberto Cabral.
90. ↑  Faria 2013, p. 196 e 342-343.
91. ↑  Dines et al. 1964, p. 144.
92. 1 2 3  Bandeira 1978, p. 180.
93. ↑  Ferreira 2011, p. 485.
94. ↑  Chagas 1985, p. 34-35.
95. ↑  Dines et al. 1964, p. 117-118.
96. ↑  Atassio 2007, p. 103.
97. ↑  Faria 2013, p. 339-340.
98. ↑  Motta 2003, p. 43, Tomo 3.
99. ↑  Petit & Cuéllar 2012, p. 171-172.
100. ↑  Motta 2003, p. 158-159, Tomo 8.
101. ↑  Silva 2014, p. 347-350.
102. ↑  Silva 2014, p. 353.
103. ↑  Motta 2003, p. 36, Tomo 1.
104. ↑  Almeida 2018, p. 147.
105. ↑  Faria 2013, p. 418.
106. ↑  Motta 2003, p. 121, Tomo 14.
107. ↑  Dines et al. 1964, p. 150.
108. ↑  Motta 2003, p. 37-41, Tomo 1.
109. ↑  Faria 2013, p. 432-433.
110. ↑  Dines et al. 1964, p. 150-152.
111. ↑  Almeida 2018, p. 150-151.
112. 1 2  Axt 2020.
113. 1 2  Motta 2003, p. 120-121, Tomo 8.
114. ↑  Dulles 2014, p. 330.
115. ↑  Chagas 1985, p. 45.
116. ↑  Chagas 1985, p. 67-68.
117. ↑  Skidmore 1982, p. 371.
118. 1 2  Ruiz 2018, p. 96.
119. ↑  Neto 2004, “Temos o homem”.
120. ↑  Dulles 2014, p. 335-336 e 343-344.
121. ↑  Atassio 2007, p. 118.
122. ↑  Terra, 10 de dezembro de 2014.
123. ↑  Chirio 2012, p. 117.
124. ↑  Chagas 1985, p. 98.
125. ↑  Ruiz 2018, p. 91-92.
126. ↑  Estado de S. Paulo, 21 de maio de 2000.
127. ↑  Ruiz 2018, p. 74, 96-97, 103 e 105.
128. ↑  Ruiz 2018, p. 114.
129. ↑  Ruiz 2018, p. 119-123.
130. ↑  Alesp, 6 de junho de 2011.
131. ↑  Neto 2004, “Pau neles, tio!”.
132. ↑  Chirio 2012, p. 116.